# Valeri Luisovich Bermúdez
Valeri Luisovich Bermúdez (en ucraniano: Валерій Луїсович Бермудес; Sumy, 8 de enero de 1952) es un exfutbolista y entrenador ucraniano de origen español.

## Biografía
Comenzó su carrera futbolística en el FC Frunzenets de Sumy. Luego jugó para los equipos FC CSKA de Kiev, FC Amur Blagoveshchensk y FC SKA-Jabárovsk.
Antes de finalizar su carrera como jugador, comenzó a entrenar. Al principio, fue entrenador ayudante de Myjaylo Fomenko a entrenar al equipo Avtomobilist de Sumy, pero en la primavera de la temporada 1992/93 entrenó al equipo Avtomobilist por su cuenta. En agosto de 1995 trabajó como entrenador en jefe del Yavir Krasnopilia. Desde la primavera de 1996 hasta el verano de 1997 trabajó como entrenador del Viktor Zaporiyia. De julio de 1999 a abril de 2000 entrenó al Yavir Sumy, y de agosto de 2000 a abril de 2001 entrenó al FC Frunzenets-Liha-99 Sumy. En 2001-2002, volvió a ser entrenador ayudante en el F. C. Metalist Járkov. En 2003-2004 dirigió otro club de Sumy, Spatrak-Horobyna, después de lo cual aceptó una oferta para unirse al cuerpo técnico del SC Tavriya Simferopol como entrenador-seleccionador. En septiembre de 2008 abandonó el club de Crimea. A finales de marzo de 2009, asumió el cargo de entrenador en jefe del FC Sumy hasta el 16 de julio de 2010, Bermúdez, siendo reemplazado por Íhor Zhabchenko. El 5 de agosto de 2010, firmó un contrato con el Shajtar Sverdlovsk, destituido del cargo en junio de 2012.
En 2013 comenzó a trabajar como entrenador en el FC Barsa Sumy. Su hijo Dmitró Bermúdez jugó para la selección nacional juvenil de Ucrania.